# Ain't It Funny
«Ain't It Funny» — en español ¡Qué ironía!– es una canción interpretada por la cantante estadounidense Jennifer Lopez. Fue escrita por ella junto a Cory Rooney y producida por este mismo junto a Dan Shea. Fue lanzada como el tercer sencillo de su segundo álbum de estudio J.Lo el 30 de julio de 2001. 
A pesar de no haber sido lanzada como sencillo en los Estados Unidos, fue tanto el éxito de la canción que alcanzó el #1 del United World Chart (equivalente al BB Hot 100, pero mundial) por varias semanas.
Por otra parte, el remix de la canción fue una de las canciones interpretadas durante el espectáculo de medio tiempo del Super Bowl LIV, llevado a cabo el 2 de febrero de 2020.

## Lista de sencillos

### "Ain't It Funny"
|  | - Australian CD single 1. "Ain't It Funny" – 4:05 2. "Ain't It Funny" (Silk's house mix 7-inch) – 3:59 3. "Ain't It Funny" (Brandnew radio mix) – 3:45 4. "Ain't It Funny" (Silk's house mix pt. 1 & 2) – 8:28 5. "Play" (Gene Lefosse remix) – 7:16 - European CD single 1. "Ain't It Funny" (album version) – 4:05 2. "Ain't It Funny" (Brandnew radio mix) – 3:45 - European maxi-CD single 1. "Ain't It Funny" (album version) – 4:05 2. "Ain't It Funny" (Silk's house mix pt. 1 & 2) – 8:28 3. "Ain't It Funny" (Brandnew extended) – 4:54 4. "Ain't It Funny" (Tropical dance remix) – 3:49 5. "Ain't It Funny" (D'Hip mix) – 4:20 - European 12-inch single A1. "Ain't It Funny" (Silk's house mix pt. 1 & 2) – 8:28 A2. "Ain't It Funny" (album version) – 4:05 B1. "Ain't It Funny" (Brandnew extended) – 4:54 B2. "Play" (Rui da Silva mix) – 7:19 | - UK CD single 1. "Ain't It Funny" – 4:05 2. "Ain't It Funny" (Silk's house mix pt. 1 & 2) – 8:28 3. "Ain't It Funny" (Almighty mix) – 7:22 4. "Ain't It Funny" (video) - UK 12-inch single A1. "Ain't It Funny" (Silk's house mix pt. 1 & 2) – 8:28 B1. "Ain't It Funny" (original mix) – 4:05 B2. "Play" (Rui da Silva mix) – 7:19 - UK cassette single 1. "Ain't It Funny" – 4:05 2. "Ain't It Funny" (Silk's house mix 7-inch) – 3:59 3. "Ain't It Funny" (Brandnew radio mix) – 3:45 - Japanese CD single 1. "Ain't It Funny" – 4:08 2. "Qué Ironía (Ain't It Funny)" – 4:08 3. "Pleasure Is Mine" – 4:18 |

### "Qué Ironía (Ain't It Funny)"
- Spanish maxi-CD single (Remixes)[11]

1. "Qué Ironía (Ain't It Funny)" (Tropical dance remix) – 3:47
2. "Qué Ironía (Ain't It Funny)" (Radio Traffic mix) – 3:12
3. "Qué Ironía (Ain't It Funny)" (Tribal mix) – 6:02
4. "Qué Ironía (Ain't It Funny)" – 4:07
5. "Ain't It Funny" (Silk's house mix 7-inch) – 3:59
6. "Ain't It Funny" (Brandnew radio mix) – 3:45